# Escacena del Campo
Escacena del Campo è un comune spagnolo di 2 254 abitanti situato nella comunità autonoma dell'Andalusia.